# Paramarpissa
Paramarpissa  (лат.) — род аранеоморфных пауков из подсемейства Dendryphantinae в семействе пауков-скакунов (Salticidae). Все виды этого рода распространены в Северной Америке.

## Виды
- Paramarpissa albopilosa (Banks, 1902) — север Мексики, юг США
- Paramarpissa griswoldi Logunov, Cutler, 1999 — США
- Paramarpissa laeta Logunov, Cutler, 1999 — Мексика
- Paramarpissa piratica (Peckham, Peckham, 1888) — США, Мексика
- Paramarpissa sarta Logunov, Cutler, 1999 — юго-запад США, Мексика
- Paramarpissa tibialis F. P.-Cambridge, 1901 — США, Мексика